# 양정식
양정식(1937년 8월 5일 ~ 2020년 5월 15일)은 대한민국의 정치인이다. 제3·4대 거제시장을 역임했다.

## 역대 선거 결과
|  | 34.21% |

|  | 44.50% |

|  | 56.14% |